# Wireless Markup Language
Pour les articles homonymes, voir WML.
Le Wireless Markup Language (WML) est un langage à balises conçu spécifiquement pour le WAP, de manière à pouvoir s'afficher sur un écran de téléphone mobile. Il est basé sur XML. Sa syntaxe est proche de HTML.
WML est doté de son propre format d'image, appelé Wireless Bitmap (WBMP), dérivé du format BMP, mais en noir et blanc.

## Syntaxe
- On spécifie le type de document XML (WML est une spécification du Wap Forum) :

```
<?xml version="1.0"?>

<!DOCTYPE wml PUBLIC "-//WAPFORUM//DTD WML 1.1//EN" "http://www.wapforum.org/DTD/wml_1.1.xml">

```

- L'élément racine de WML est l'élément <wml>.
- Un document WML est découpé en cartes, permettant de le structurer de manière à être lisible sur un écran de téléphone portable. Les cartes sont définies par des balises <card></card>. On peut donc mettre plusieurs cartes dans un même document WML. Les attributs possibles de la balise card sont : id et title.
- En dehors de cette particularité, la syntaxe de WML est très proche de celle du HTML.

Document WML minimal :
```
<?xml version="1.0"?>

<!DOCTYPE wml PUBLIC "-//WAPFORUM//DTD WML 1.1//EN" "http://www.wapforum.org/DTD/wml_1.1.xml">

<wml>

  
<card
 
id=
"carte"
>

  
</card>

</wml>

```

## Evolutions comparées
.